# We Own the Night Tour
El We Own the Night Tour —en español: «La noche es nuestra: La gira»— fue la tercera y más larga gira de conciertos por la banda estadounidense Selena Gomez & the Scene, empezó en Estados Unidos y terminó en Uruguay. El recorrido fue promover el tercer álbum de estudio de la banda, When the Sun Goes Down. La gira visitó prácticamente todo el continente Americano y contó con el apoyo de Big Time Rush, Allstar Weekend y Christina Grimmie. (Rock Bones, College 11 y Gia Love & Javier Misa en Sudamérica)
Originalmente la gira solo visitaría Estados Unidos y Canadá, aunque debido al éxito que se ha tenido en la primera etapa de la gira, después del 14 de diciembre de 2011 por medio del Twitter personal de Selena Gomez la vocalista de la banda se anunció que la gira llegaría a Latinoamérica. Luego de la publicación del mensaje se confirmaron fechas en Panamá, Puerto Rico, México, Brasil, Chile, Argentina, Uruguay, y otros países, convirtiendo la gira en mundial.

## Antecedentes

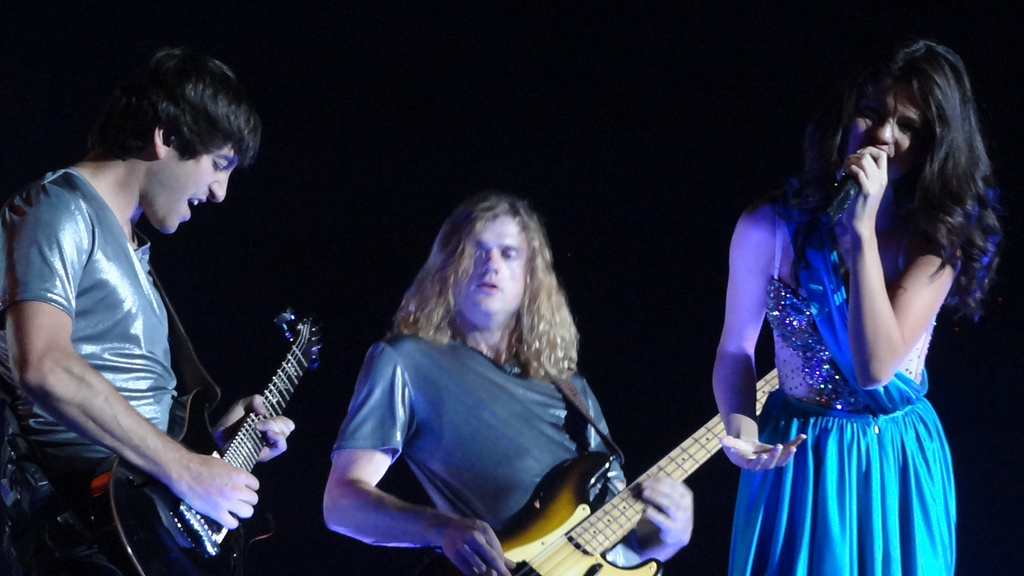
La banda durante el We Own the Night Tour. En la imagen: Ethan Roberts (izquierda), Joey Clement (centro), Selena Gomez (derecha)

La gira fue anunciada el 25 de marzo de 2011 por Hollywood Records. Con cerca de 30 espectáculos, la gira visitó varios países durante el verano de 2011. El anuncio se produjo con el lanzamiento del último disco de la banda, When the Sun Goes Down. La vocalista de la banda, Selena Gomez, reveló que realizaría un homenaje a Britney Spears.
Para iniciar la gira, Gomez indicó:

«Estoy muy emocionada de estar en esta gira. Estoy nerviosa más que nada [...] Estoy tan emocionada de ver a mis increíbles fans en la gira. Nosotros estamos trabajando una gran producción y en el conjunto, incluyendo alguna sorpresa. Quiero asegurarme de que todo el mundo tenga un momento de diversión. [...] Creo que con esta gira, estoy haciendo mi mejor esfuerzo para ser lo más creativos posible, explica. "Por lo tanto, no va a ser una producción, que va a ser videos, efectos, bailarines, una gran cantidad de brillo... yo sólo quería hacer que se sienta como un delirio.»
Gomez sobre su gira

Selena Gomez mostró las fechas en su página web.

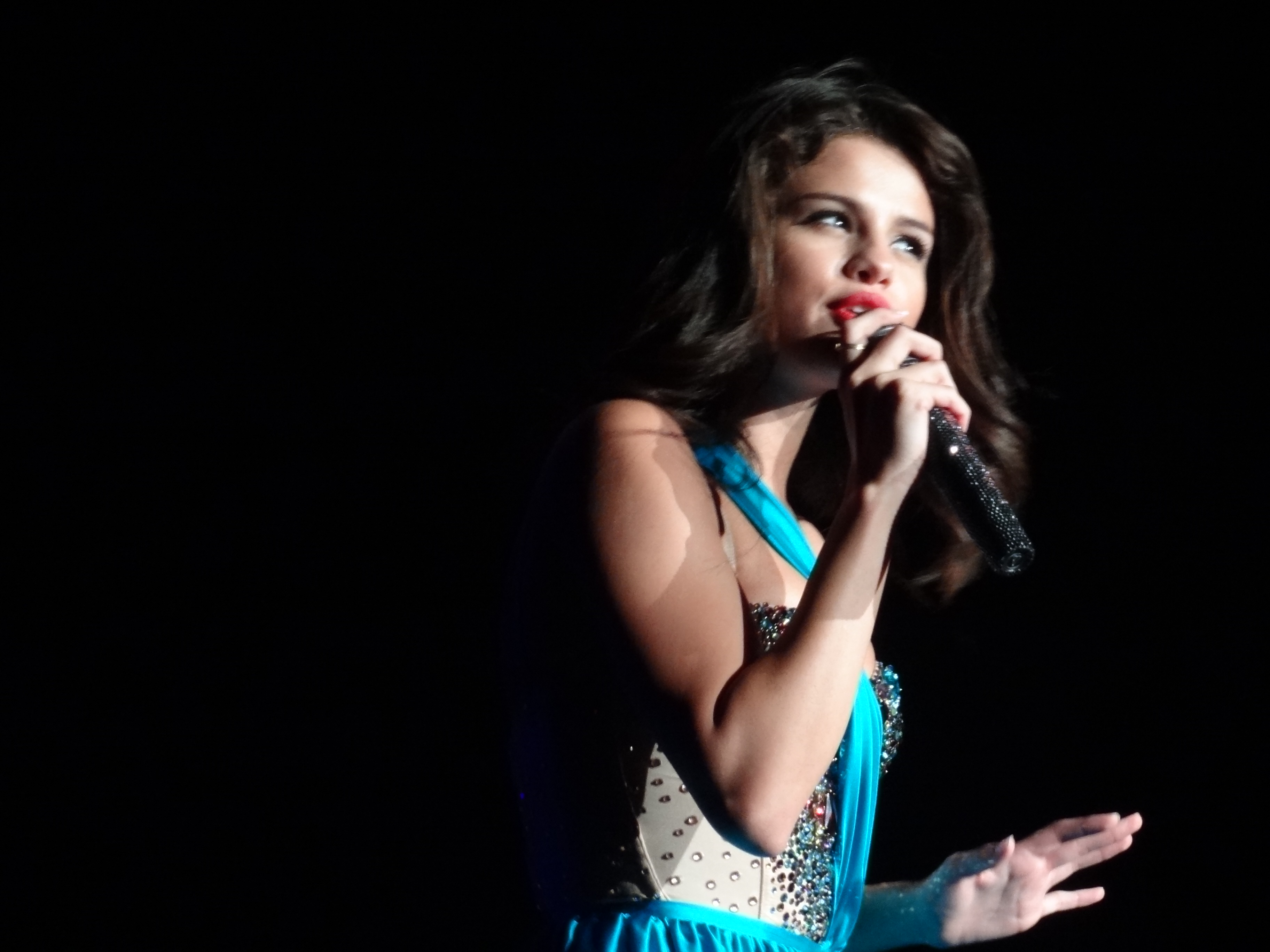
Selena Gomez cantando en Las Vegas, Nevada.

## Mangas
- Manga 1: América del Norte (53 presentaciones)
- Manga 2: Latinoamérica y Brasil (11 presentaciones)

## Teloneros
- Christina Grimmie (América del Norte)[3]
- Allstar Weekend (América del Norte)[4]
- Shawn Desman (Canadá)[5]
- Big Time Rush (Paso Robles)[6]
- JC Rosary (Puerto Rico)[7]
- Rock Bones (Chile)[8]
- Mia Mont (Perú)[9]
- College 11 (Argentina y Brasil)[10]
- Gia Love & Javier Misa (Uruguay)[11]

## Apariciones especiales
1. Justin Bieber (Costa Mesa)[12]
  1. Favorite Girl
  2. Cry Me a River

## Lista de canciones
- Acto 1

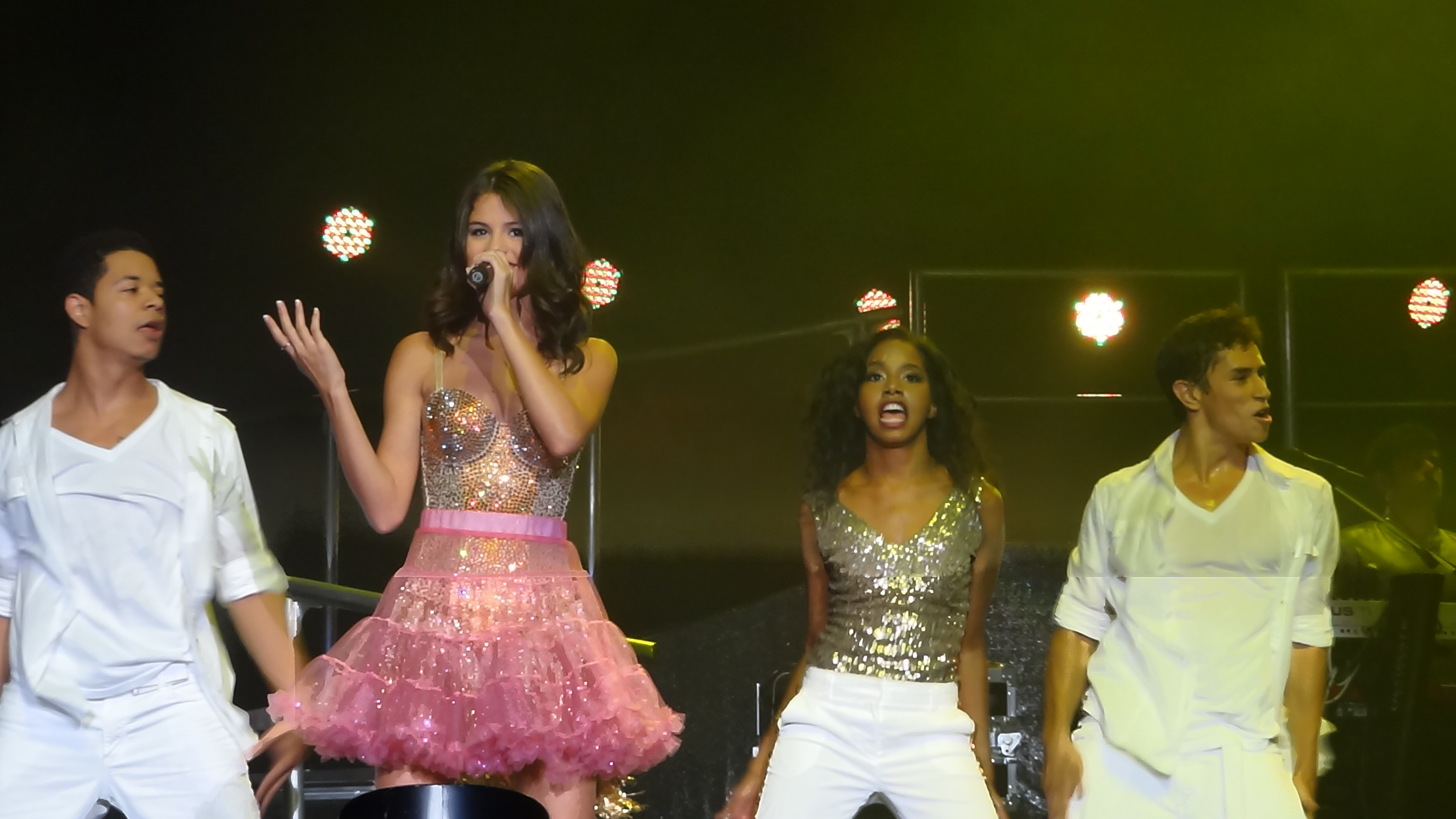
Selena Gomez cantando «Summer's Not Hot» en la gira

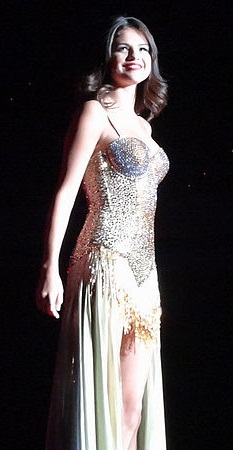
Selena cantando en su Primera etapa en San Diego, Estados Unidos en el 2011

1. «A Year Without Rain (Dave Audé Club Remix)»
2. «Hit the Lights»
3. «Summer's Not Hot»
4. «Round & Round»
5. «The Way I Loved You»
6. «We Own the Night»
7. «Love You like a Love Song»

- Acto 2

1. «Spotlight»
2. «Bang Bang Bang»
3. «When the Sun Goes Down»
4. «Intuition»
5. «Falling Down»
6. «Super Bass» (Solo el rap)

Acto 3
1. Interludio: "6 Foot 7 Foot"
2. «Rock God»
3. «Middle of Nowhere»
4. «My Dilemma»
5. «Off the Chain»

Acto 4
1. Interludio: "Medley"
2. «Whiplash»
3. «Tell Me Something I Don't Know»
4. «Naturally»

Cierre:
1. «Who Says»
2. «Magic»

| América del Sur |
| --- |
| \| Manga 2 \| \| ------------------------------------------------------------------------------------------------------------------------------------------------------------------------------------------------------------------------------------------------------------------------------------------------------------------------------------------------------------------------------------------------------------------------------------------------------------------------------------------------------------------------------------------------------------------------------------------------------------------------------------------------------------------------------------------------------------------------ \| \| - Acto 1 1. «A Year Without Rain (Dave Audé Club Remix)/ Un Año Sin Ver Llover» 2. «Hit the Lights» 3. «Round & Round» 4. «Love You like a Love Song» - Acto 2 (Vestuario Solo Realizado en Puerto Rico y Panamá) 1. «Spotlight» 2. «Bang Bang Bang» 3. «When the Sun Goes Down» 4. «Intuition» - Acto 3 (2 A partir de México) 1. «We Own the Night» 2. «The House That Built Me» (Cover de Miranda Lambert) 3. «The One That Got Away (México)» (Cover de Katy Perry) 4. Interludio: "Medley" 5. «Mr. Saxobeat» (Cover de Alexandra Stan) 6. «Rock God» 7. «Middle of Nowhere» 8. «Off the Chain» 9. «My Dilemma» 10. «Whiplash» 11. «Tell Me Something I Don't Know» 12. «Magic» Cierre: 1. «Naturally» 2. «Who Says» \| |
| Manga 2 |
| - Acto 1 1. «A Year Without Rain (Dave Audé Club Remix)/ Un Año Sin Ver Llover» 2. «Hit the Lights» 3. «Round & Round» 4. «Love You like a Love Song» - Acto 2 (Vestuario Solo Realizado en Puerto Rico y Panamá) 1. «Spotlight» 2. «Bang Bang Bang» 3. «When the Sun Goes Down» 4. «Intuition» - Acto 3 (2 A partir de México) 1. «We Own the Night» 2. «The House That Built Me» (Cover de Miranda Lambert) 3. «The One That Got Away (México)» (Cover de Katy Perry) 4. Interludio: "Medley" 5. «Mr. Saxobeat» (Cover de Alexandra Stan) 6. «Rock God» 7. «Middle of Nowhere» 8. «Off the Chain» 9. «My Dilemma» 10. «Whiplash» 11. «Tell Me Something I Don't Know» 12. «Magic» Cierre: 1. «Naturally» 2. «Who Says» |

## Fechas
| Fecha                    | Ciudad           | País           | Recinto                              | Entradas vendidas / Disponibles | Recaudación          |
| ------------------------ | ---------------- | -------------- | ------------------------------------ | ------------------------------- | -------------------- |
| América del Norte        |                  |                |                                      |                                 |                      |
| 24 de julio de 2011      | Costa Mesa       | Estados Unidos | Pacific Amphitheatre                 | —                               | —                    |
| 25 de julio de 2011      | Paso Robles      | Estados Unidos | Main Grandstand Arena                | —                               | —                    |
| 28 de julio de 2011      | Boca Ratón       | Estados Unidos | Count de Hoernle Amphitheater        | —                               | —                    |
| 30 de julio de 2011      | Clearwater       | Estados Unidos | Ruth Eckerd Hall                     | —                               | —                    |
| 31 de julio de 2011      | San Agustín      | Estados Unidos | Anfiteatro de San Agustín            | —                               | —                    |
| 2 de agosto de 2011      | Atlanta          | Estados Unidos | Chastain Park Amphitheater           | 7,000 / 7,000 (100%)            | $324,000             |
| 3 de agosto de 2011      | Charlotte        | Estados Unidos | TWC Uptown Amphitheatre              | —                               | —                    |
| 5 de agosto de 2011      | Bethel           | Estados Unidos | Bethel Woods Center for the Arts     | —                               | —                    |
| 9 de agosto de 2011      | Darien           | Estados Unidos | Darien Lake Performing Arts Center   | —                               | —                    |
| 10 de agosto de 2011     | Clarkston        | Estados Unidos | DTE Energy Music Theatre             | —                               | —                    |
| 12 de agosto de 2011     | Papillion        | Estados Unidos | Werner Park                          | —                               | —                    |
| 13 de agosto de 2011     | Rosemont         | Estados Unidos | Rosemont Theatre                     | 5,000 / 5,000 (100%)            | $213,000             |
| 16 de agosto de 2011     | Gilford          | Estados Unidos | Meadowbrook U.S. Cellular Pavilion   | 5,931 / 5,933 (100%)            | $217,771             |
| 17 de agosto de 2011     | Unacasville      | Estados Unidos | Mohegan Sun Arena                    | —                               | —                    |
| 19 de agosto de 2011     | Filadelfia       | Estados Unidos | Mann Center for the Performing Arts  | 7,921 / 7,921 (100%)            | $360,386             |
| 20 de agosto de 2011     | Holmdel Township | Estados Unidos | PNC Bank Arts Center                 | —                               | —                    |
| 21 de agosto de 2011     | Hershey          | Estados Unidos | Star Pavilion at Hersheypark Stadium | —                               | —                    |
| 23 de agosto de 2011     | Toronto          | Canadá         | Molson Amphitheatre                  | 15,122 / 16,000 (91%)           | $612,000             |
| 25 de agosto de 2011     | Boston           | Estados Unidos | Bank of America Pavilion             | 5,000 / 5,000 (100%)            | $343,000             |
| 26 de agosto de 2011     | Timonium         | Estados Unidos | Timonium Racetrack                   | —                               | —                    |
| 27 de agosto de 2011     | Syracuse         | Estados Unidos | Mohegan Sun Grandstand               | —                               | —                    |
| 29 de agosto de 2011     | St. Louis        | Estados Unidos | Fabulous Fox Theatre                 | 4,500 / 4,500 (100%)            | 4,500 / 4,500 (100%) |
| 31 de agosto de 2011     | Dallas           | Estados Unidos | Gexa Energy Pavilion                 | 19,000 / 20,500 (98%)           | $789,000             |
| 1 de septiembre de 2011  | Kansas City      | Estados Unidos | Starlight Theatre                    | —                               | —                    |
| 3 de septiembre de 2011  | Pueblo           | Estados Unidos | Colorado State Fair Events Center    | —                               | —                    |
| 4 de septiembre de 2011  | Broomfield       | Estados Unidos | 1stBank Center                       | —                               | —                    |
| 5 de septiembre de 2011  | Salem            | Estados Unidos | L.B. Day Comcast Amphitheatre        | 13,000 / 14,000 (90%)           | $567,000             |
| 7 de septiembre de 2011  | West Valley City | Estados Unidos | Maverik Center                       | —                               | —                    |
| 9 de septiembre de 2011  | San Diego        | Estados Unidos | Valley View Casino Center            | 14,000 / 14,800 (97%)           | $542,000             |
| 10 de septiembre de 2011 | Las Vegas        | Estados Unidos | Mandalay Bay Events Center           | 11,000 / 12,000 (90%)           | $438,000             |
| 12 de septiembre de 2011 | Puyallup         | Estados Unidos | Northwest Concert Center             | —                               | —                    |
| 13 de octubre de 2011    | Victoria         | Canadá         | Save on Foods Centre                 | —                               | —                    |
| 14 de octubre de 2011    | Vancouver        | Canadá         | Rogers Arena                         | 17,950 / 19,000 (90%)           | $723,000             |
| 16 de octubre de 2011    | Edmonton         | Canadá         | Rexall Place                         | 10 000 / 18,093 (61%)           | $946,111             |
| 17 de octubre de 2011    | Calgary          | Canadá         | Scotiabank Place                     | 18,340 / 20,000 (98%)           | $576,342             |
| 19 de octubre de 2011    | Saskatoon        | Canadá         | Credit Union Centre                  | —                               | —                    |
| 21 de octubre de 2011    | Winnipeg         | Canadá         | MTS Centre                           | 16,121 / 16,345 (99%)           | $567,000             |
| 23 de octubre de 2011    | Cleveland        | Estados Unidos | Wolstein Center                      | —                               | —                    |
| 24 de octubre de 2011    | London           | Canadá         | John Labatt Centre                   | 8,389 / 8,465 (99%)             | $393,878             |
| 25 de octubre de 2011    | Oshawa           | Canadá         | General Motors Centre                | 8,289 / 8,289 (100%)            | $277,075             |
| 28 de octubre de 2011    | Ottawa           | Canadá         | Scotiabank Place Ottawa              | 20,000 / 20,500 (98%)           | $809,000             |
| 29 de octubre de 2011    | Hamilton         | Canadá         | Copps Coliseum Hamilton              | 18,600 / 19,000 (97%)           | $678,987             |
| 30 de octubre de 2011    | Montreal         | Canadá         | Bell Centre Montreal                 | 12,507 / 12,500 (100%)          | $564,809             |
| 1 de diciembre de 2011   | Sacramento       | Estados Unidos | Sleep Train Arena                    | 17,014 /17,014 (100%)           | $698,000             |
| 2 de diciembre de 2011   | Phoenix          | Estados Unidos | US Airways Center                    | 15,500 / 15,505 (99%)           | $467,000             |
| 13 de diciembre de 2011  | San José         | Estados Unidos | HP Pavillion                         | 19,000 / 19,190 (98%)           | $768,000             |
| 20 de enero de 2012      | Los Ángeles      | Estados Unidos | House of Blues Sunset Strip          | —                               | —                    |
| Latino América           |                  |                |                                      |                                 |                      |
| 22 de enero de 2012      | San Juan         | Puerto Rico    | Coliseo de Puerto Rico               | 4 000 / 13,141 (40%)            | $456,096             |
| 24 de enero de 2012      | Panamá           | Panamá         | Figali Convention Center             | 10,275 / 10,275 (100%)          | $437,000             |
| 26 de enero de 2012      | Ciudad de México | México         | Palacio de los Deportes              | 26,666 /26,666 (100%)           | $948,995             |
| 27 de enero de 2012      | Guadalajara      | México         | Arena VFG                            | 18,000 / 18,000 (100%)          | $733,004             |
| 30 de enero de 2012      | Santiago         | Chile          | Movistar Arena                       | 16,000 / 16,000 (100%)          | $600,000             |
| 2 de febrero de 2012     | Lima             | Perú           | Jockey Club del Perú                 | 16,345 / 16,345 (100%)          | $792,834             |
| 4 de febrero de 2012     | Río de Janeiro   | Brasil         | HSBC Arena                           | 36,330 / 36,330 (100%)          | $998,283             |
| 5 de febrero de 2012     | São Paulo        | Brasil         | Vía Funchal                          | 15,445 / 15,445 (100%)          | $695,200             |
| 7 de febrero de 2012     | Córdoba          | Argentina      | Orfeo Superdomo                      | 15,000 / 15,000 (100%)          | $556,000             |
| 9 de febrero de 2012     | Buenos Aires     | Argentina      | Estadio G.E.B.A.                     | 28,000 / 28,000 (100%)          | $997,000             |
| 11 de febrero de 2012    | Montevideo       | Uruguay        | Estadio Charrúa                      | 14,000 / 14,000 (100%)          | $698,000             |
| Total:                   | Total:           | Total:         | Total:                               | 522,000 / 568,000 (94%)         | $32,606,372          |

## Fechas canceladas
| Fecha                   | Ciudad    | País           | Lugar                      | Motivo                              |
| ----------------------- | --------- | -------------- | -------------------------- | ----------------------------------- |
| 14 de agosto de 2011    | Cleveland | Estados Unidos | Jacobs Pavilion at Nautica | Malas condiciones climaticas        |
| 17 de diciembre de 2011 | Rosemont  | Estados Unidos | Allstate Arena             | Problemas familiares de la cantante |
| 18 de diciembre de 2011 | Seattle   | Estados Unidos | CenturyLink Field          | Problemas familiares de la cantante |

* "Concierto Cancelado": El concierto fue cancelado por las fuertes lluvias, Selena Gomez dio un mensaje y una explicación a sus fanes de Cleveland:

"A todos mis fans de Cleveland .. Ustedes no entiende cómo me entristece no haber podido cantar esta noche. Todos ustedes significan mucho para mí y mi corazón está roto.. Me encanta que ustedes de todo para mí y yo prometo que voy a volver y darles el mejor espectáculo. Estoy pensando en hacer un Meet & Greet para ustedes cuando vuelva. Estoy tan triste y espero verlos cuando vuelva. Los amo-Sel"
Facebook de Selena Gomez

* "Concierto Cancelado: Los conciertos se cancelaron por ciertos problemas familiares de la cantante

## Ganancias de la gira
| Lugar                               | Ciudad           | Tickets Vendidos / Disponibles | Ingresos    |
| ----------------------------------- | ---------------- | ------------------------------ | ----------- |
| Chastian Park                       | Atlanta          | 7,000 / 7,000 (100%)           | $324,000    |
| Rosemont Theatre                    | Rosemont         | 5,000 / 5,000 (100%)           | $213,000    |
| Meadowbrook U.S. Cellular Pavilion  | Gilford          | 5,931 / 5,933 (100%)           | $217,771    |
| Mann Center for the Performing Arts | Philadelphia     | 7,921 / 7,921 (100%)           | $360,386    |
| Molson Canadian Amphitheatre        | Toronto          | 15,122 / 16,000 (91%)          | $612,000    |
| Bank of American Pavilion           | Boston           | 5,000 / 5,000 (100%)           | $343,000    |
| Fabolous Fox Theatre                | St. Louis        | 4,500 / 4,500 (100%)           | $300,000    |
| Gexxa Energy Pavilion               | Dallas           | 19,000 / 20,500 (98%)          | $789,000    |
| L. B. Day Comcast Amphitheatre      | Salem            | 13,000 / 14,000 (90%)          | $567,000    |
| Sleep Train Arena                   | Sacramento       | 17,014 /17,014 (100%)          | $698,000    |
| US Airways Center                   | Phoenix          | 15,500 / 15,505 (99%)          | 467,000     |
| HP Pavilion                         | San Jose         | 19,000 / 19,190 (98%)          | 768,000     |
| Valley view casino                  | San Diego        | 14,000 / 14,800 (97%)          | $542,000    |
| Mandalay Bay events                 | Las Vegas        | 11,000 / 12,000 (90%)          | $438,000    |
| Rogers Arena                        | Vancouver        | 17,950 / 19,000 (90%)          | $ 723,000   |
| Scotiabank Saddledome               | Calgary          | 18,340 / 20,000 (98%)          | $576,342    |
| MTS Centre                          | Winnipeg         | 16,121 / 16,345 (99%)          | $567,000    |
| John Labatt Centre                  | London           | 8,389 / 8,465 (99%)            | $393,878    |
| General Motors Centre               | Oshawa           | 8,289 / 8,289 (100%)           | $277,075    |
| Scotianbank Place                   | Ottawa           | 20,000 / 20,500 (98%)          | $809,000    |
| Copps Coliseum                      | Hamilton         | 18,600 / 19,000 (97%)          | $678,987    |
| Bell Centre                         | Montreal         | 12,507 / 12,500 (100-%)        | $564,809    |
| Rexall Place                        | Edmonton         | 10 000 / 18,093 (61%)          | $946,111    |
| José Miguel Agrelot Coliseum        | San Juan         | 3,999 / 4,141                  | $456,096    |
| Figali Convention Center            | Ciudad de Panamá | 10,275 / 10,275 (100%)         | 437,000     |
| Palacio de los Deportes             | Ciudad de México | 26,666 /26,666 (100%)          | $948,995    |
| Arena VFG                           | Guadalajara      | 18,000 / 18,000 (100%)         | $733,004    |
| Movistar Arena                      | Santiago         | 16,000 / 16,000 (100%)         | $600,000    |
| Jockey Club del Perú                | Lima             | 7 000 / 10,000 (70%)           | -           |
| HSBC Arena                          | Río de Janeiro   | 36,330 / 36,330 (100%)         | $998,283    |
| Via Funchal                         | São Paulo        | 15,445 / 15,445 (100%)         | $695,200    |
| Orfeo Superdomo                     | Córdoba          | 15,000 / 15,000 (100%)         | $556,000    |
| Estadio GEBA                        | Buenos Aires     | 28,000 / 28,000 (100%)         | $997,000    |
| Estadio Churrua                     | Montevideo       | 14,000 / 14,000 (100%)         | $698,000    |
| TOTAL                               | TOTAL            | 522,000 / 568,000 (94%)        | $32,606,372 |